# Кармир-Астх
Кармир-Астх — хутор в Майкопском муниципальном районе Республики Адыгея России.
Входит в состав Кужорского сельского поселения.

## Население
| 2002 | 2010 | 2013 | 2014 | 2015 | 2016 | 2017 |
| ---- | ---- | ---- | ---- | ---- | ---- | ---- |
| 11   | ↗23  | ↗24  | ↘23  | ↗26  | ↘25  | ↗26  |
| 2018 | 2019 | 2020 | 2021 | 2023 | 2024 |      |
| →26  | →26  | ↗27  | ↗43  | ↗45  | →45  |      |

Согласно результатам переписи 2002 года, в национальной структуре населения русские составляли 100 %.

По данным Всероссийской переписи населения 2021 года:
| Народ           | Численность, чел. | Доля от всего населения, % |
| --------------- | ----------------- | -------------------------- |
| русские         | 34                | 79,07 %                    |
| армяне          | 5                 | 11,63 %                    |
| адыги (черкесы) | 4                 | 9,30 %                     |
| всего           | 43                | 100,0 %                    |

## Улицы
- Западная,
- Кармир Астх,
- Лесная,
- Центральная.